# Lasioglossum abundipunctum
Lasioglossum abundipunctum är en biart som först beskrevs av Jason Gibbs 2010. Den ingår i släktet smalbin och familjen vägbin. Arten finns i västra Nordamerika.

## Beskrivning
Endast honan har ännu beskrivits. Hennes huvud och mellankropp är blågröna med metalliskt gulaktigt skrimmer. Clypeus är till största delen svartbrun, men den nedersta delen, och området just ovanför käkarna, är mässingsglänsande. Antennerna är mörkbruna med delar av undersidan rödaktig. Vingarna är halvgenomskinliga med gulbruna ribbor. Benen är bruna, med mellan- och bakfötterna röda. Bakkroppen är mörkbrun, med tergiternas och stergiternas bakkanter genomskinligt gula. Kroppslängden varierar mellan 5,4 och 6 mm, och framvingarna (de längsta vingparet) är vardera 4,3 till 4,6 mm långa.

## Utbredning
Lasioglossum abundipunctum är en sällsynt art, som finns från Alberta i Kanada till södra Utah och Nevada i USA.

## Ekologi
Inte mycket är känt om arten, men den antas vara ettårigt eusocial, den bildar samhällen på samma sätt som exempelvis humlor. Boet grävs ut i marken.
Arten är polylektisk, den flyger till blommande växter från flera familjer som ärtväxter (vedlar och släktet Dalea), korsblommiga växter (indianstillfrö), strävbladiga växter (faceliasläktet), malvaväxter (klotmalvor), korgblommiga växter (Ericameria) samt vallmoväxter (Arctomecon merriamii).

## Bilder

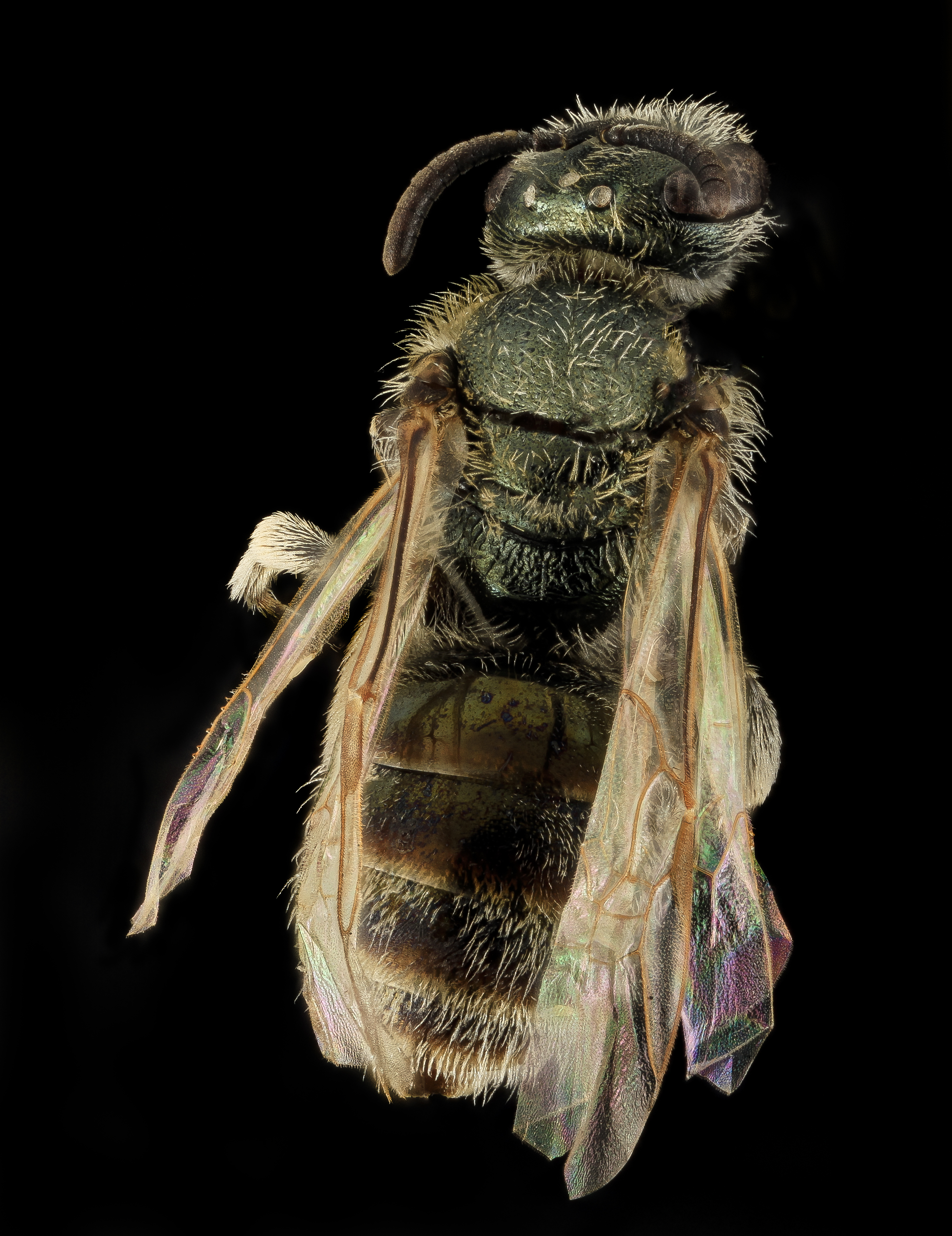
Hona, ryggsida.
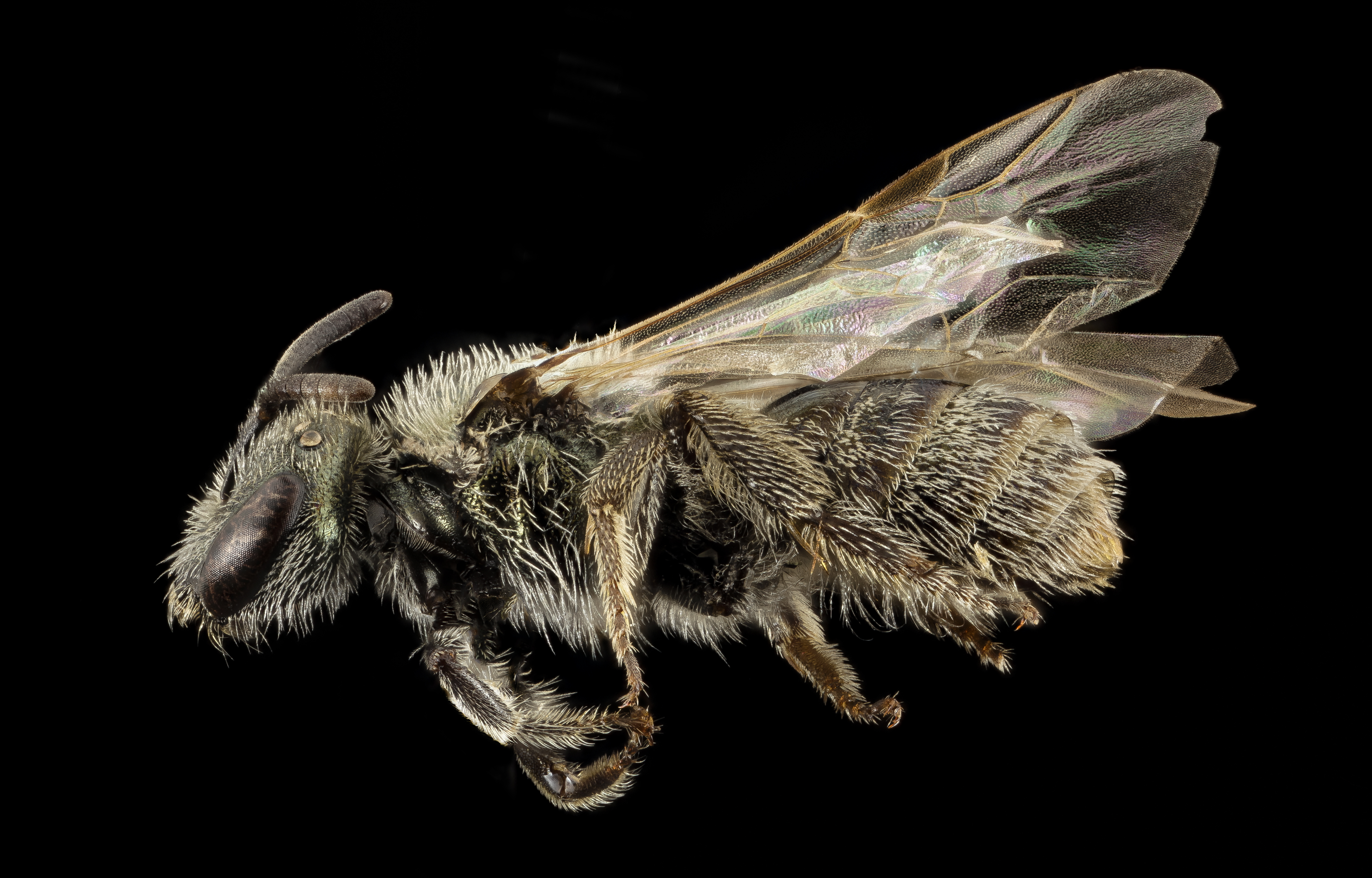
Hona, sidobild.